# Димитар Влахов
Димитар Влахов (8 листопада 1878, Кукуш — 7 квітня 1953, Белград) — македонський революціонер, суспільний і державний діяч. Був діячем Македонської революційної організації, Народної федеративної партії, Внутрішньої македонської революційної організації (автономістичної), Внутрішньої македонської революційної організації (об'єднаної), Болгарської комуністичної партії, Комінтерну і Комуністичної партії Югославії.

### На дипломатичній службі
В ході Балканських воєн та Першої світової війни Влахов працював в Міністерстві закордонних справ: з підтримки Симеона Радєва він був призначений главою консульського відділу. Був болгарським консулом в  Одесі, з його фінансовою допомогою з 1914 по 1915 роки в Одесі видавався журнал російською мовою «Балканський голос», який закликав до об'єднання Македонії і Болгарії. Журнал був популярним серед болгарського товариства «Братство». Після початку Першої світової війни Влахов був мобілізований до армії і призначений керівником окупованих Штіпа і Приштини, а також торговим представником і генеральним консулом Болгарії в Києві. Закінчення Першої світової війни та створення ВМРО в 1920 році дозволило Влахова увійти в ЦК як представнику лівого крила. Він же став секретарем Торгової палати у Варні.